# Урдангарин-и-Бурбон, Ирена
Ирена де Тодос лос Сантос Урдангарин-и-Бурбон (исп. Irene de Todos los Santos Urdangarin y Borbón; род. 5 июня 2005, Барселона) — член испанской королевской семьи, единственная дочь инфанты Кристины и бывшего гандболиста Иньяки Урдангарина.

## Биография
Ирена Урдангарин-и-Бурбон родилась 5 июня 2005 года в Барселоне в семье инфанты Кристины и бывшего гандболиста Иньяки Урдангарина. Была крещена 14 июля 2005 года во дворце Сарсуэла архиепископом Мадрида Роуко Варела. У Ирены есть три старших брата Хуан (род. 1999), Пабло (род. 2000) и Мигель (род. 2002).
В 2009 году Ирена вместе с родителями и старшими братьями переехала в Вашингтон, где работал её отец.
В 2013 году Ирена вместе с матерью и братьями переехала в Женеву, где поступила в Международную школу, которая считается престижной. В июне 2023 года она завершила своё обучение, став выпускницей школы. В честь этого события, а также в честь её совершеннолетия была организована семейная вечерника, которую посетили её родители, старшие братья, а также некоторые члены королевской семьи.
После окончания школы было объявлено, что Ирена возьмёт перерыв в учёбе и осенью 2023 года отправится на несколько месяцев в гуманитарную поездку в качестве волонтёра.